# Світовий розум
«Світовий розум» (англ. World Brain) — книга нарисів і виступів англійського письменника Герберта Веллса. Опублікована в 1938 році.
Темою одного з есе у цій книзі було створення постійної всесвітньої енциклопедії, щось на кшталт Вікіпедії. Есе «мозкової організації сучасного світу» бачення типу «координаційний центр» людського розуму, сховище знань та ідей, які отримуються, сортуються, узагальнюються, уточнюються і порівнюються. Веллс передбачив, що для досягнення цієї мети можуть бути корисними нові технічні розробки, такі як мікрофільм. Кожен охочий міг сісти за стіл з проєктором і читати мікрофільми. Репліки кожного накопичуються в базі документів.
Світовий розум — проєкт, який був відповіддю Веллса на питання з назвою «Проблеми світу», що включає можливість взаємного знищення націй та глобальний військовий конфлікт. Ідея будівництва такої мережі знань, аналогічної по суті до Інтернету, була деякими зустрінута схвально, але інші бачили це як новий вид світової змови.
| книги | Це незавершена стаття про книгу. Ви можете допомогти проєкту, виправивши або дописавши її. |